# Frank Wildhorn
Frank Wildhorn (nacido el 29 de noviembre de 1958) es un compositor estadounidense de musicales y canciones populares. Su musical Jekyll & Hyde se representó durante cuatro años en Broadway. También escribió la canción número 1 internacional "Where Do Broken Hearts Go" para Whitney Houston.

## Primeros años
Wildhorn nació en Harlem y pasó su infancia en Queens antes de trasladarse a Hollywood, Florida, a los 14 años. Poco después de aprender a tocar el piano, Wildhorn se dio cuenta de que quería componer música. Durante el instituto, tocó y compuso para varias bandas, desde rock and roll hasta Rhythm and blues y jazz. Estudió dos años en el Miami-Dade College antes de trasladarse a la Universidad del Sur de California, donde estudió historia y filosofía. Empezó a escribir Jekyll & Hyde con Steve Cuden, que trabajaba en la USC cuando Frank era estudiante. Es judío.

## Carrera

### Música Popular
En el campo de la música popular, Wildhorn ha trabajado con artistas como Stacy Lattisaw, Natalie Cole, Kenny Rogers, Trisha Yearwood, Tracy Lawrence, Trace Adkins, Patti LaBelle, Dennis DeYoung y Linda Eder, con quien estuvo casado. Su " Where Do Broken Hearts Go " fue un éxito internacional número uno para Whitney Houston en 1988. Wildhorn es director creativo de Atlantic Theatre, una división de Atlantic Records que desarrolla nuevos musicales estadounidenses. En 2005, cofundó GlobalVision Records Archivado el 13 de enero de 2006 en Wayback Machine. con su antiguo colaborador Jeremy Roberts. Los lanzamientos de GlobalVision incluyen una nueva grabación conceptual de Dracula, the Musical y una nueva grabación de estudio de Jekyll & Hyde: Resurrection .

### En escenarios
En 1999, Wildhorn tenía tres espectáculos en cartel simultáneamente en Broadway: Jekyll & Hyde en el Plymouth Theatre, La Pimpinela Escarlata en el Minskoff Theatre y The Civil War en el St. James Theatre; sin embargo, los tres espectáculos cerraron sin obtener beneficios, con unas pérdidas totales cercanas a los 20 millones de dólares. En 2004, colaboró con Don Black y Christopher Hampton en un musical basado en Drácula.
Wildhorn se ha convertido en un compositor destacado a nivel mundial, con muchas producciones en Europa y Asia de larga duración. Jekyll & Hyde es uno de los musicales más antiguos de todos los tiempos en Corea del Sur. El musical Carmen, con música de Wildhorn y letra de Jack Murphy, se estrenó en Praga en octubre de 2008.  El musical Count of Montecristo, música de Wildhorn con libreto y letra de Jack Murphy, recibió una lectura de taller en noviembre de 2008 y se estrenó en el Teatro de St. Gallen, Suiza en marzo de 2009. Otro musical, con música de Wildhorn y letra de Don Black, Bonnie and Clyde, recibió una lectura de la industria en febrero de 2009 y se estrenó en La Jolla Playhouse en California en noviembre de 2009. También en noviembre de 2009, otro nuevo musical, Wonderland: Alice's New Musical Adventure, se estrenó en el David A. Straz, Jr. Center for the Performing Art en Tampa, Florida, seguido de otra producción en el Alley Theatre, Houston, Texas, en enero. 2010.
Wildhorn es también el primer músico de Broadway en trabajar con Takarazuka Revue en la producción del musical Never Say Goodbye de Cosmos Troupe.
Otros musicales incluyen Camille Claudel, que se presentó en 2003 en Goodspeed Opera House y una breve presentación en desarrollo en el Festival NYMT en 2004, y Waiting for the Moon, protagonizada por Lauren Kennedy y Jarrod Emmick en Nueva Jersey en 2005, y el musical pasó a llamarse Zelda . para una carrera en Flatrock Playhouse en 2012. En 2015, Wildhorn creó un musical basado en la popular serie de manga japonesa Death Note (esto conduciría a más adaptaciones de manga, como Fist of the North Star en 2021 y Your Lie In April en 2022). En 2018, estrenó The Man Who Laughs en Corea del Sur, basada en la novela de Victor Hugo. The Man Who Laughs ganó tres premios en los Korean Musical Awards de 2019, incluido el de Mejor Musical.

### Otras composiciones
Wildhorn compuso una pieza sinfónica encargada de larga duración, Danube Symphony, que fue grabada por la Sinfónica de Viena de 96 piezas. Un CD de la obra fue lanzado el 10 de diciembre de 2021. La Sinfónica de Viena tiene previsto estrenar la pieza en directo en el Wiener Konzerthaus en 2022.

## Vida personal
Wildhorn se casó con Linda Eder el 3 de mayo de 1998. Tienen un hijo, y él tiene otro hijo de un matrimonio anterior. Él y Eder se divorciaron en 2004.
Wildhorn estaba comprometido con Brandi Burkhardt, más conocida por interpretar el papel de Crickett en Hart of Dixie. También escribió para ella los papeles de Alicia en el país de las maravillas y Bonnie en Bonnie & Clyde. Se separaron a finales de 2010.
En 2014, anunció su compromiso con Yoka Wao, una ex estrella masculina de Takarazuka que interpretó el papel principal en Never Say Goodbye y la producción japonesa de Dracula. Se casaron el 26 de julio de 2015 en Maui, Hawái. 

## Obras
- Jekyll & Hyde (1990): rompió el récord de teatro de Plymouth para la mayoría de las actuaciones; Estreno mundial: Alley Theatre, mayo de 1990. (Gira nacional anterior a B'way 1995–6; Broadway 1997–2001; Gira: 1999–2003; Gira: 2012–2013; Renacimiento de Broadway: 2013)
- Svengali (1991) – Estreno mundial: Alley Theatre, abril de 1991. (Houston, Texas y Sarasota, Florida)
- Dos canciones en Victor/Victoria (1995) – Estreno mundial: (Minneapolis, MN)
- The Scarlet Pimpernel (1997) – Estreno mundial: Minskoff Theatre (Broadway), octubre de 1997. Nominación a Drama Desk por Música Destacada (Broadway: 1997–2000 (ejecución(es) dividida(s)), Gira: 2000–2002)
- The Civil War (1998) – Estreno mundial: Alley Theatre, septiembre de 1998. Nominación Tony a la Mejor Banda Sonora Original y Nominación Drama Desk a la Música Sobresaliente (Broadway: 1999, Gira: 1999–2000)
- Camille Claudel (2003) – Estreno mundial: Norma Terris Theatre/Goodspeed Theatre, agosto de 2003. (Goodspeed CT: 2003; NYMF: 2004; Washington, DC: 2020)
- Dracula, the Musical (2004) – Estreno mundial: La Jolla Playhouse, octubre de 2001. (También: San Diego 2001, St. Gallen 2005, Graz 2007)
- Waiting for the Moon (2005) - letra de: Jack Murphy - Estreno mundial: Lenape Performing Arts Center, julio de 2005. Revivido en 2012 como Zelda – An American Love Story en el Flat Rock Playhouse,  luego como Scott & Zelda en 2015 en Tokio, Japón.
- Cyrano de Bergerac (2006) Talleres; Estreno mundial: Japón, mayo de 2009
- Rudolf – El último beso (2006) – Estreno mundial: Teatro de Opereta de Budapest, mayo de 2006.
- Never Say Goodbye (2006) – Estreno mundial: Takarazuka Grand Theatre, marzo de 2006.
- Carmen (2008) - letra de: Jack Murphy; Estreno en Praga, República Checa.
- El conde de Montecristo (2009) - letra de: Jack Murphy - Estreno mundial: Theatre St. Gallen, marzo de 2009.
- Bonnie & Clyde (2009) - letra de Don Black; Estreno mundial: La Jolla Playhouse, noviembre de 2009.
- Wonderland (2009) – Estreno mundial: The David A. Straz Jr. Center for the Performing Arts, diciembre de 2009; Teatro Callejón 2010; Broadway 2011; Japón 2012; Gira nacional del Reino Unido 2017)[14]
- Tears of Heaven (2011) - letra de Robin Lerner; abrió en Seúl, Corea del Sur.
- Mitsuko (2011) – escrita con Jack Murphy y Shuichiro Koike como concierto musical, Viena en 2005; Tokio y Osaka, Japón en 2011.
- Excalibur (2014) – letra de Robin Lerner – Estreno mundial: Theatre St. Gallen, marzo de 2014.
- Death Note: The Musical (2015) - letra de Jack Murphy, Japón y Corea del Sur.[15]
- Mata Hari (2016) - letra de Jack Murphy, Corea del Sur y Japón.
- The Passage to the Light - The Revolutionary Maximilien Robespierre (2017) - Estreno mundial: Gran Teatro Takarazuka, noviembre de 2017[16]
- The Man Who Laughs (2018) - letra de Jack Murphy, Art Hall Opera Theatre, Seúl, 10 de julio.
- Fist of the North Star (2021) - Estreno mundial: Teatro Nissay, Tokio, 8 de diciembre de 2021
- No Longer Human (2021) - Estreno mundial: Gran Teatro de Shanghái, Shanghái, 10 de diciembre de 2021
- Your Lie In April (2022) - Estreno mundial: Teatro Nissay, Tokio, 7 de mayo de 2022
- The Song of Bernadette (2023) - letra de Robin Lerner y libro de Rinne Groff, Estreno mundial: Skylight Music Theatre, Milwaukee, Wisconsin, 19 de mayo de 2023

## Reparto de grabaciones
Wildhorn produjo y compuso la mayoría de los álbumes en solitario de Linda Eder y es ampliamente reconocido por su habilidad para lanzar una partitura antes de que comience el espectáculo y lograr que se venda muy bien. A continuación se encuentran las principales grabaciones de concepto y elenco que ha realizado a lo largo de su carrera que se han lanzado en los Estados Unidos.
- Jeckyll y Hyde
  - Jekyll & Hyde - Aspectos destacados románticos (1990); Linda Eder y Colm Wilkinson
  - Jekyll & Hyde - El thriller musical gótico: la obra completa [lower-alpha 1] (1995); Linda Eder, Anthony Warlow y Carolee Carmello
  - Jekyll & Hyde - El musical : grabación original del elenco de Broadway (1997); Linda Eder, Robert Cuccioli y Christiane Noll
  - Jekyll & Hyde - Resurrección (2006); Rob Evan, Kate Shindle y Brandi Burkhardt
  - Jekyll & Hyde – Nuevo concepto de grabación (2012) – Constantine Maroulis, Deborah Cox, Teal Wicks, Corey Brunish
- La pimpinela escarlata : un nuevo musical (1992); Linda Eder, Chuck Wagner y Dave Clemmons
- La pimpinela escarlata : la nueva aventura musical de Broadway (1998); Douglas Sills, Christine Andreas y Terrence Mann
- The Civil War - Álbum conceptual (1998); Hootie y el pez globo, Maya Angelou, Trisha Yearwood, Linda Eder, Betty Buckley, Michael Lanning, etc.
- La Guerra Civil - Las Sesiones de Nashville (1998); mezcla de celebridades
- La Pimpinela Escarlata - ¡Encore! (1999); Douglas Sills, Christine Andreas, Terrence Mann, Linda Eder, Rex Smith y Rachel York
- DRÁCULA, das Musical (2008); Lyn Liechty, Uwe Kroger y Thomas Borchert
- Count of Montecristo - The Musical (Highlights) [lower-alpha 2] (2009); Brandi Burkhardt y Thomas Borchert
- País de las maravillas: la nueva aventura musical de Alicia: el álbum conceptual (2008); Brandi Burkhardt, Andy Señor, Cheryl Freeman y Tracy Miller
- Lágrimas del cielo (2011); Linda Eder, Christiane Noll, James Barbour, Rob Evan, Jackie Burns, Morgan James
- Wonderland: Alice Through A Whole New Looking Glass - Grabación original del elenco de Broadway (2011) - Janet Dacal, Darren Ritchie, Kate Shindle
- Dracula, The Musical – Nuevo Álbum Conceptual (2011); James Stacy Barbour, Lauren Kennedy, Norm Lewis y Kate Shindle (bajo Global Vision Records)
- Bonnie & Clyde – Grabación original del elenco de Broadway (2012) – Jeremy Jordan, Laura Osnes

Se anunciaron los siguientes álbumes conceptuales, pero nunca se lanzaron.
- Cyrano de Bergerac - El musical (2006); Douglas Sills, Rob Evan y Linda Eder
- Death Note: The Musical (2014) – Jeremy Jordan, Jarrod Spector, Eric Anderson, Carrie Manolakos, Adrienne Warren, Michael Lanning y Laura Osnes (una grabación del elenco japonés se lanzó en 2016)

## Otras canciones
- Miracles - Stacy Lattisaw, sencillo principal de Sixteen (álbum)
- Ámame como la primera vez - Brenda K. Starr, segundo sencillo de I Want Your Love (álbum)
- Don't Look in My Eyes - Kenny Rogers, de The Heart of the Matter (álbum de Kenny Rogers)
- Where Do Broken Hearts Go - Whitney Houston, cuarto sencillo y éxito número 1 en Billboard Hot 100 de Whitney (álbum)
- Sí, quiero - Natalie Cole y Freddie Jackson, de Good to Be Back
- Viena - Linda Eder, de Linda Eder
- Eres mi hogar - Linda Eder y Peabo Bryson, de La Pimpinela Escarlata
- What I Do Best - Robin S., tercer sencillo de Show Me Love (álbum)
- Alguien - Linda Eder y Michael Feinstein, de Y mucho más
- So Slowly - Danny de Munk, de Danny (originalmente del musical Svengali)
- Los ojos de mi padre - Philip Quast, de Live at the Donmar
- Esta vez - David Hasselhoff, de Esta vez
- Nací para amarte - David Hasselhoff y Brandi Burkhardt, de This Time Around
- Libertad - Sabrina Weckerlin, de Aún no he terminado

## Premios y nominaciones
| Año  | Ceremonia de premiación                 | Categoría                     | Obra nominada                                            | Resultado |
| ---- | --------------------------------------- | ----------------------------- | -------------------------------------------------------- | --------- |
| 1998 | Premio Grammy                           | Mejor álbum de teatro musical | Jekyll & Hyde: Grabación original del elenco de Broadway | Nominado  |
| 1998 | Premio Drama Desk                       | Música excepcional            | La pimpinela escarlata                                   | Nominado  |
| 1999 | Premio Tony                             | Mejor puntaje original        | La guerra civil                                          | Nominado  |
| 1999 | Premio Drama Desk                       | Música excepcional            | La guerra civil                                          | Nominado  |
| 2012 | Premio Tony                             | Mejor puntaje original        | Bonnie y Clyde                                           | Nominado  |
| 2012 | Premio Drama Desk                       | Música excepcional            | Bonnie y Clyde                                           | Nominado  |
| 2012 | Premio del Círculo de Críticos Externos | Puntaje Sobresaliente         | Bonnie y Clyde                                           | Nominado  |

Además, los musicales de Wildhorn The Civil War y The Scarlet Pimpernel fueron nominados a Mejor Musical en los Premios Tony, y The Civil War y Bonnie & Clyde obtuvieron nominaciones a Drama Desk como Mejor Musical de Broadway. Jekyll & Hyde, The Scarlet Pimpernel, The Civil War y Bonnie & Clyde también recibieron nominaciones a Mejor Musical por parte del Outer Critics Circle .